# Eva von Bahr (Maskenbildnerin)
Eva Elisabet von Bahr (* 17. Dezember 1968 in Malmö) ist eine schwedische Maskenbildnerin und Friseurin.

## Leben
Von Bahr begann ihre Karriere als Friseurin, bevor sie einige Jahre für ein Theater arbeitete. Danach arbeitete sie vier Jahre für das schwedische Fernsehen. Seit den 90er Jahren folgten dann erst Engagements als Maskenbildnerin und Friseurin für Kinofilme.
2003 gründete sie gemeinsam mit Love Larson das Unternehmen Makeup Designers AB, mit dem sie für zahlreiche schwedische Film- und Fernsehproduktionen tätig wurden.
2016 erhielt von Bahr und Larson für die Mitwirkung an Der Hundertjährige, der aus dem Fenster stieg und verschwand eine Oscar-Nominierung. Weitere Oscar-Nominierungen erhielten von Bahr und Larson für ihre Zusammenarbeit an Ein Mann namens Ove (2016) sowie Dune (2021). Von Bahr war weiterhin mehrfach für den Guldbagge in der Kategorie Bestes Make-up nominiert und wurde für Ein Mann namens Ove (2016) und Jätten (2017) mit dem Preis ausgezeichnet.
Aus ihrer ersten Ehe von 1998 bis 2009 gingen ein Sohn (* 2001) und eine Tochter (* 2004) hervor. Seit 2015 ist sie mit ihrem Kollegen Love Larson verheiratet, mit dem sie einen weiteren Sohn hat (* 2009).

## Filmografie (Auswahl)
- 1991: Ronnys röda Porsche (Kurzfilm)
- 1994: Good Night, Irene
- 1994: Kissan kuolema
- 1995: Schön ist die Jugendzeit (Lust och fägring stor)
- 1996: Nu är pappa trött igen
- 1996: Die weiße Löwin (Den Vita lejoninnan)
- 1997: Selma und Johanna (Selma & Johanna – en roadmovie)
- 1997: Under ytan
- 1998: Zingo
- 1999: Mord am See (Sjön)
- 1999: Spy Games – Agenten der Nacht (History Is Made at Night)
- 2000: Eine Hexe in unserer Familie (En Häxa i familjen)
- 2000: Järngänget
- 2000: Dubbel-8
- 2001: Familjehemligheter
- 2002: Livet i 8 bitar
- 2003: Tillfällig fru sökes
- 2003: Verschwörung im Berlin-Express (Skenbart – en film om tåg)
- 2004: Rancid
- 2005: Die beste Mutter (Äideistä parhain)
- 2005: God morgon alla barn (Mini-Serie)
- 2005: Lasermannen (Mini-Serie)
- 2006: Varannan vecka
- 2006: Min frus förste älskare
- 2006: Frostbiten
- 2006: Baba’s Cars
- 2006: Förortsungar
- 2007: Den nya människan
- 2007: Playa del Sol (Fernsehserie, 12 Episoden)
- 2007: Arn – Der Kreuzritter (Arn – Tempelriddaren)
- 2008: Arn: Riket vid vägens slut
- 2008: Kommissar Wallander (Fernsehserie, 3 Episoden)
- 2009: Behandlingen
- 2009: Superhjältejul (Fernsehserie, 24 Episoden)
- 2010: Arn (Mini-Serie)
- 2010: Ingen bor i skogen (Fernsehserie, 5 Episoden)
- 2010: Der Himmel ist unschuldig blau (Himlen är oskyldigt blå)
- 2011: Verblendung (The Girl with the Dragon Tattoo)
- 2012: Ein Fall für Annika Bengtzon (Annika Bengtzon, Fernsehserie, 6 Episoden)
- 2012–2014: Real Humans – Echte Menschen (Äkta människor, Fernsehserie, 20 Episoden)
- 2013: Der Halbbruder (Halvbroren, Mini-Serie)
- 2013: Monica Z
- 2013: Der Hundertjährige, der aus dem Fenster stieg und verschwand (Hundraåringen som klev ut genom fönstret och försvann)
- 2014: Krakel Spektakel
- 2014: Gukjesijang
- 2015: Saboteure im Eis: Operation Schweres Wasser (Kampen om tungtvannet, Mini-Serie)
- 2015: Die Hüterin der Wahrheit – Dinas Bestimmung (Skammerens datter)
- 2015: Alena
- 2015: Boy Machine (Fernsehserie, 7 Episoden)
- 2015: Ein Mann namens Ove (En man som heter Ove)
- 2016: Jätten
- 2016: Jag älskar dig – En skilsmässokomedi
- 2016: Upp i det blå
- 2016: Der Hunderteinjährige, der die Rechnung nicht bezahlte und verschwand (Hundraettåringen som smet från notan och försvann)
- 2017: Euphoria
- 2018: Tårtgeneralen
- 2018: The House That Jack Built
- 2018: Bohemian Rhapsody
- 2018: Halvdan Viking
- 2019: Amundsen
- 2019: Suicide Tourist – Es gibt kein Entkommen (Selvmordsturisten)
- 2020: Nelly Rapp – Monsteragent
- 2020: The Evil Next Door (Andra sidan)
- 2021: Dune